# Haley Lu Richardson
Haley Lu Richardson (Phoenix, 7 de março de 1995) é uma atriz norte-americana. Após os primeiros papéis na televisão na sitcom do Disney Channel Shake It Up e no drama sobrenatural da ABC Family Ravenswood, ela ganhou reconhecimento pelos seus papéis no filme aclamado pela crítica The Edge of Seventeen e no terror psicológico Split. Richardson ganhou um prêmio Gotham de melhor atriz pela sua interpretação em Columbus, além de receber elogios da crítica pelos seus papéis como Maci em Support the Girls (2018) e Stella Grant em Five Feet Apart (2019).

## Filmografia

### Cinema
| Ano  | Título                | Papel           | Notas          |
| ---- | --------------------- | --------------- | -------------- |
| 2012 | Metamorphosis         | Cameron         | Curta-metragem |
| 2014 | The Last Survivors    | Kendal          |                |
| 2014 | The Young Kieslowski  | Leslie Mallard  |                |
| 2015 | The Bronze            | Maggie Townsend |                |
| 2015 | Follow                | Viv             |                |
| 2016 | The Edge of Seventeen | Krista          |                |
| 2016 | Split                 | Claire Benoit   |                |
| 2017 | Columbus              | Casey           |                |
| 2018 | The Chaperone         | Louise Brooks   |                |
| 2018 | Operation Finale      | Sylvia Hermann  |                |
| 2018 | Support the Girls     | Maci            |                |
| 2019 | Five Feet Apart       | Stella Grant    |                |
| 2020 | Unpregnant            | Veronica Clark  |                |
| 2021 | After Yang            | Ava             |                |
| 2021 | Montana Story         | Erin            |                |
| 2023 | Love at First Sight   | Hadley Sullivan |                |

| Ano       | Título                            | Papel         | Notas                                |
| --------- | --------------------------------- | ------------- | ------------------------------------ |
| 2012      | Up in Arms                        | Dançarina     | Episódio: "Flash Mob Parody Special" |
| 2012      | Christmas Twister                 | Kaitlyn       | Telefilme                            |
| 2013      | Adopted                           | Destiny       | Piloto; não foi ao ar                |
| 2013      | Shake It Up                       | Dançarina     | Episódio: "Quit It Up"               |
| 2013      | Escape from Polygamy              | Juliana       | Telefilme                            |
| 2013-2014 | Ravenswood                        | Tess Hamilton | 5 episódios                          |
| 2014      | Awkward.                          | Mackenzie     | Episódio: "Sophomore Sluts"          |
| 2015      | Law & Order: Special Victims Unit | Jenna Davis   | Episódio: "Decaying Morality"        |
| 2015      | Your Family or Mine               | Maya          | Episódio: "Pilot"                    |
| 2016      | Recovery Road                     | Ellie Dennis  | 6 episódios                          |
| 2019      | Jane the Virgin                   | Charlie       | 2 episódios; não creditada           |